# Kozan
Kozan (già (HY)  Սիս, Sis) è una città della Turchia, capoluogo dell'omonimo distretto della provincia di Adana. Si trova a 68 chilometri a nord della città di Adana, nella parte settentrionale della piana di Adana.
Il torrente Kilgen, un tributario del fiume Ceyhan (anticamente Jibun o Pyramus), scorre attraverso Kozan attraversando la pianura a sud nel Mar Mediterraneo. Le cime affilate dei monti Tauro si elevano alle spalle della cittadina.
Antica Sis, fu la capitale del Regno armeno di Cilicia dal 1186 al 1375 e la sede del catholicos d'Armenia di Ani dal 1292 al 1441, poi del catholicos di Cilicia fino al 1919.
La popolazione della città è rapidamente cresciuta negli ultimi anni, da 15 159 nel 1960, a 54 451 nel 1990, a 85 173 nel 2000, 72 463 nel 2007 (dati del censimento).

## Storia
Dal 3000 a.C. in poi ci furono insediamenti ittiti in tutte le pianure dietro la costa del Mediterraneo, basati sull'agricoltura e il pascolo di animali.
In seguito l'area cambiò di mano più volte, divenendo infine la Flavias o Flaviopolis nella ex Provincia romana della Cilicia Secunda.

### L'epoca Cristiana
Sis (in armeno: Սիս) o Sissu, Sision, Sisium ha avuto un posto importante nella storia ecclesiastica sia della Chiesa apostolica armena sia come sede titolare della Chiesa cattolica.
Se si accetta la probabile identificazione di Sis con la Flavias romana, si troverà che essa è stata menzionata per la prima volta nella Vita di San Simeone Stilita di Teodoreto.
Nel Medioevo Sis fu il centro religioso dei cristiani armeni, almeno fino a quando San Gregorio Illuminatore trasferì la sua sede a Vagarshabad (Echmiadzin) nel 302.
La chiesa rimase comunque e lo studioso francese Michel Le Quien ha elencato i nomi di diversi vescovi di Sis, precedenti e successivi a Gregorio: 
- Alessandro, in seguito patriarca di Gerusalemme e fondatore della famosa libreria del Santo Sepolcro nel III secolo;
- Niceta, presente al primo concilio di Nicea nel 325;
- Giovanni, che visse nel 451;
- Andrea nel VI secolo;
- Giorgio (681);
- Eustrato, patriarca di Antiochia circa 868.

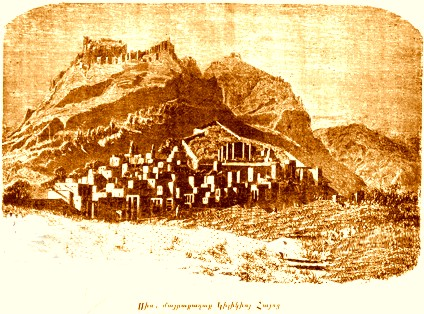
Un'incisione del XIX secolo di Sis che nostra il castello armeno che domina la città, e le mura che racchiudono la cattedrale ed il palazzo del catholicos.

Nel 704, Sis fu assediata dagli arabi, ma fu soccorsa dai bizantini. 
Il califfo abbaside al-Mutawakkil la conquistò e rifortificò, ma essa tornò presto in mani bizantine. 
Fu ricostruita nel 1186 da Leone II, re del Regno armeno di Cilicia della dinastia Rupenide, che ne fece la capitale dell'Armenia Minore (dal 1186 fino al 1375).
Nel 1294, durante le crociate, il catholicosato ritornò a Sis, e vi rimase 150 anni.
Nel 1266 Sis, capitale del Regno armeno di Cilicia, fu conquistata e danneggiata dagli egiziani guidati da Baybars. 
al-Said Barakah inviò Qalawun ad attaccare la città nel 1277, ma nel 1375, Sis fu presa e distrutta dai turchi di Ramazanoğlu, sotto la bandiera del sultano mamelucco d'Egitto.
La città non ha mai recuperato la sua prosperità, neanche quando passò sotto il dominio degli ottomani nel 1516.
Nel 1441, essendo ormai Sis decaduta, il clero armeno propose di spostare la sede ed al rifiuto del catholicos dell'epoca, Gregorio IX, installò un rivale a Echmiadzin che, non appena Selim I conquistò l'Armenia Maggiore, divenne il più ampiamente accettato, dei due, dalla chiesa armena nell'Impero ottomano.
Nondimeno il catholicos di Sis rimase, e mantenne la giurisdizione su vari vescovi, numerosi villaggi e conventi, la sua posizione fu sostenuta dal papa cattolico fino alla metà del XIX secolo, quando il patriarca Nerses, optò infine per Echmiadzin, trascinando il governo con lui.
Nel 1885, Sis tentò di dichiarare Echmiadzin scismatica, e nel 1895 il suo clero elesse un catholicos senza riferimenti al patriarca; ma l'Impero ottomano annullò l'elezione, che furono permesse solo sei anni più tardi su rinuncia di Sis alle sue pretese di indipendenza. 
Il catholicos aveva il diritto di preparare il sacro myron (olio) e di presiedere un sinodo, ma nei fatti non fu più di un metropolita, considerato da molti armeni come scismatico.

### Epoca turca
Sotto il dominio ottomano Sis fu capoluogo dell'omonimo cazà (distretto), nel vilayet (provincia) di Adana e contava circa 1900-4000 abitanti, la maggior parte armeni. 
Secondo censimenti ottomani del 1519 e 1540 i castelli di Feke, Anavarza, Lembert, Küpdere e Partzerpert (Fortezza Alta) erano ancora intatti in Sis.
Nel XVII secolo la presenza e potenza ottomana nell'area si indebolirono e l'autorità fu esercitata, in pratica, dai signori locali della dinastia dei Kozanoğlu, fino a che, nel 1865, il generale ottomano Derviş Paşa radunò un esercito, disperse i Kozanoğlu e riportò la zona sotto il controllo ottomano.
Kozan è una delle tante località che proclamano di essere il luogo natale del leggendario poeta popolare del XVII secolo Karacaoğlan.
La popolazione armena di Sis fu deportata nel 1915 durante il genocidio armeno, ed il monastero di Santa Sofia di Sis, sede del catholicato di Sis (che dominava la città nelle fotografie dell'inizio del XX secolo) distrutto.
La città fu occupata da truppe francesi tra il marzo del 1919 e il giugno del 1920.
Kozan fu una provincia della Turchia tra il 1923 e il 1926.

## Kozan in epoca moderna
Kozan è una piccola città, con un cinema ed altri divertimenti, circondata da vigneti, giardini e boschi di cipressi, sicomori, aranci e limoni. 
In estate il gran caldo (oltre 40 °C) obbliga gli abitanti a disertare Kozan, ritirandosi per rinfrescarsi sulle alture boscose.

### Monumenti e luoghi d'interesse
La moschea di Hoskadem è stata costruita dai mamelucchi nel 1448.
Oggi rovine di chiese, conventi, castelli e palazzi possono essere viste dappertutto anche se cattedrale, chiese e monasteri del catholicosato armeno sono quasi del tutto scomparsi.
Il nobile castello, il monastero e la chiesa edificata da Leone II, e contenente il seggio per l'incoronazione dei re della Cilicia armena, erano ancora degni di nota al principio del XX secolo.

## Galleria d'immagini

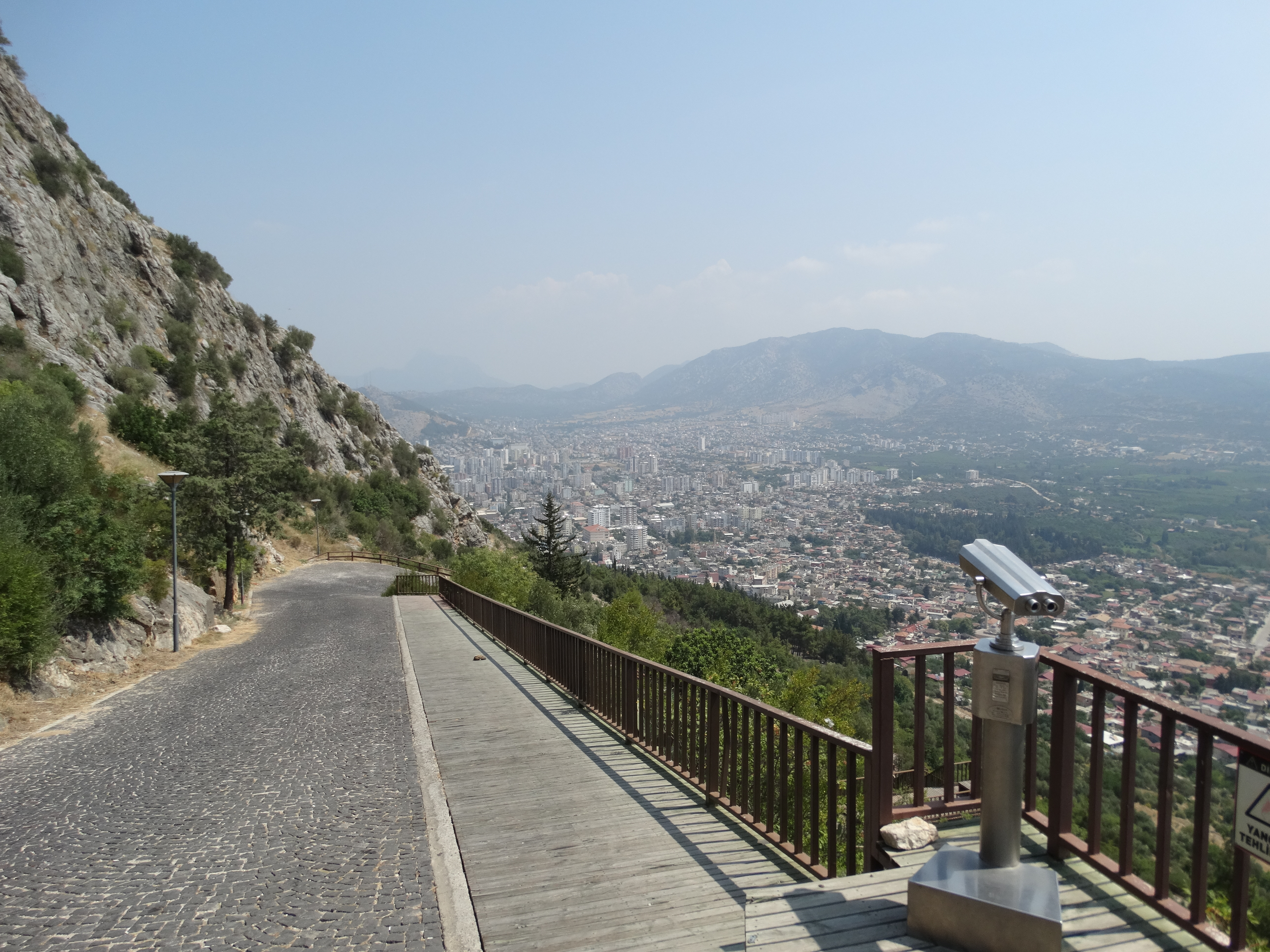
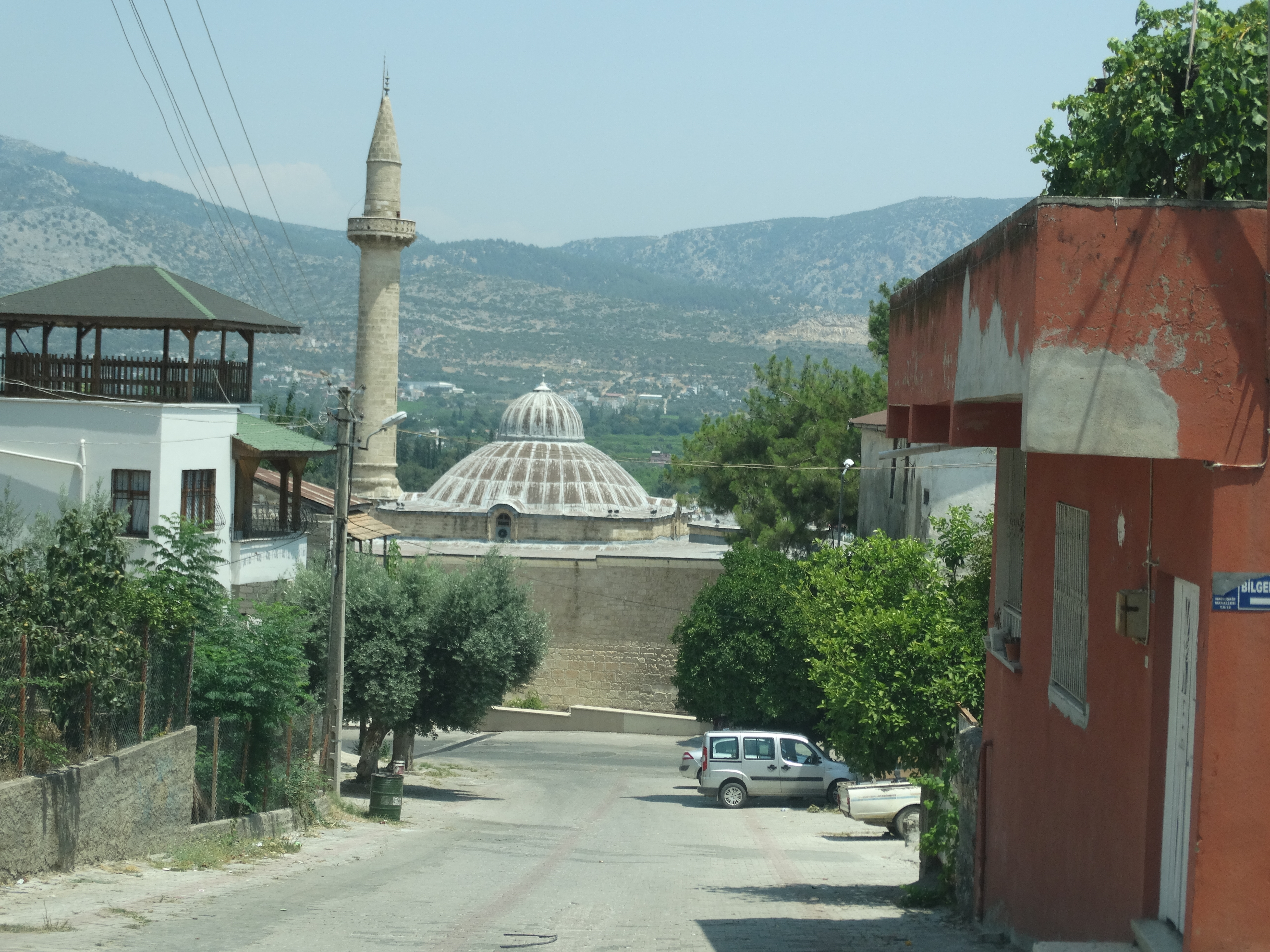
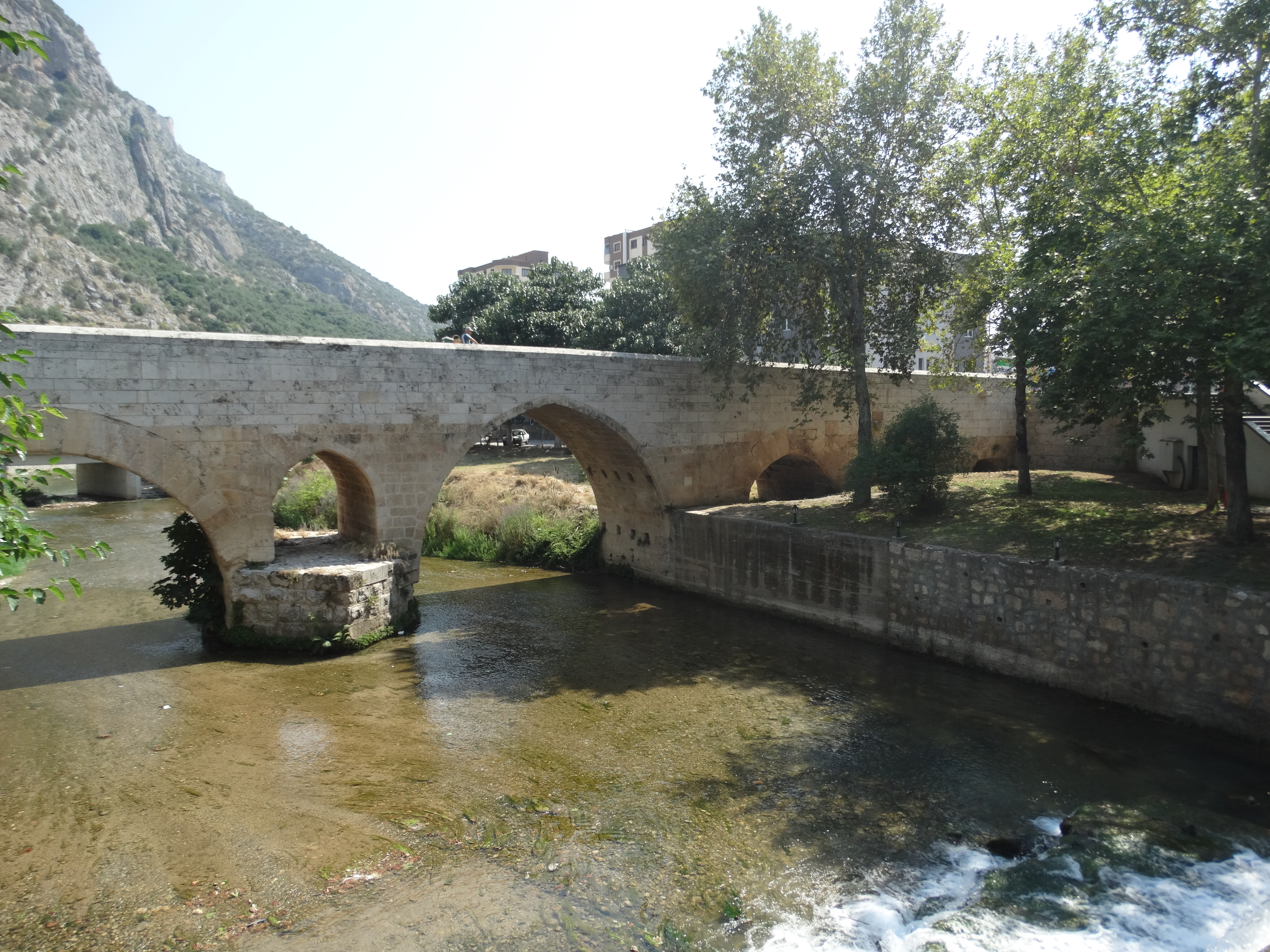
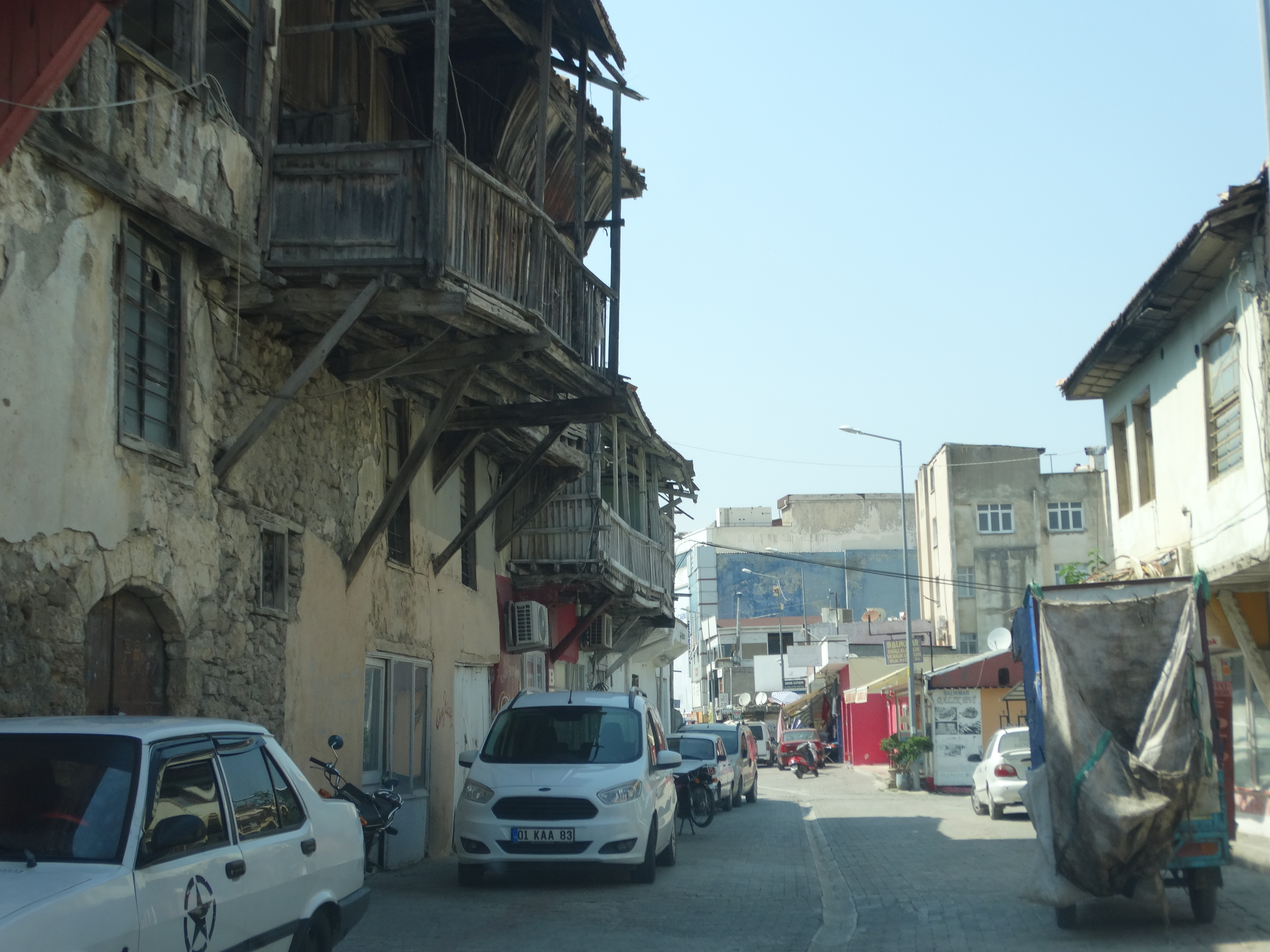
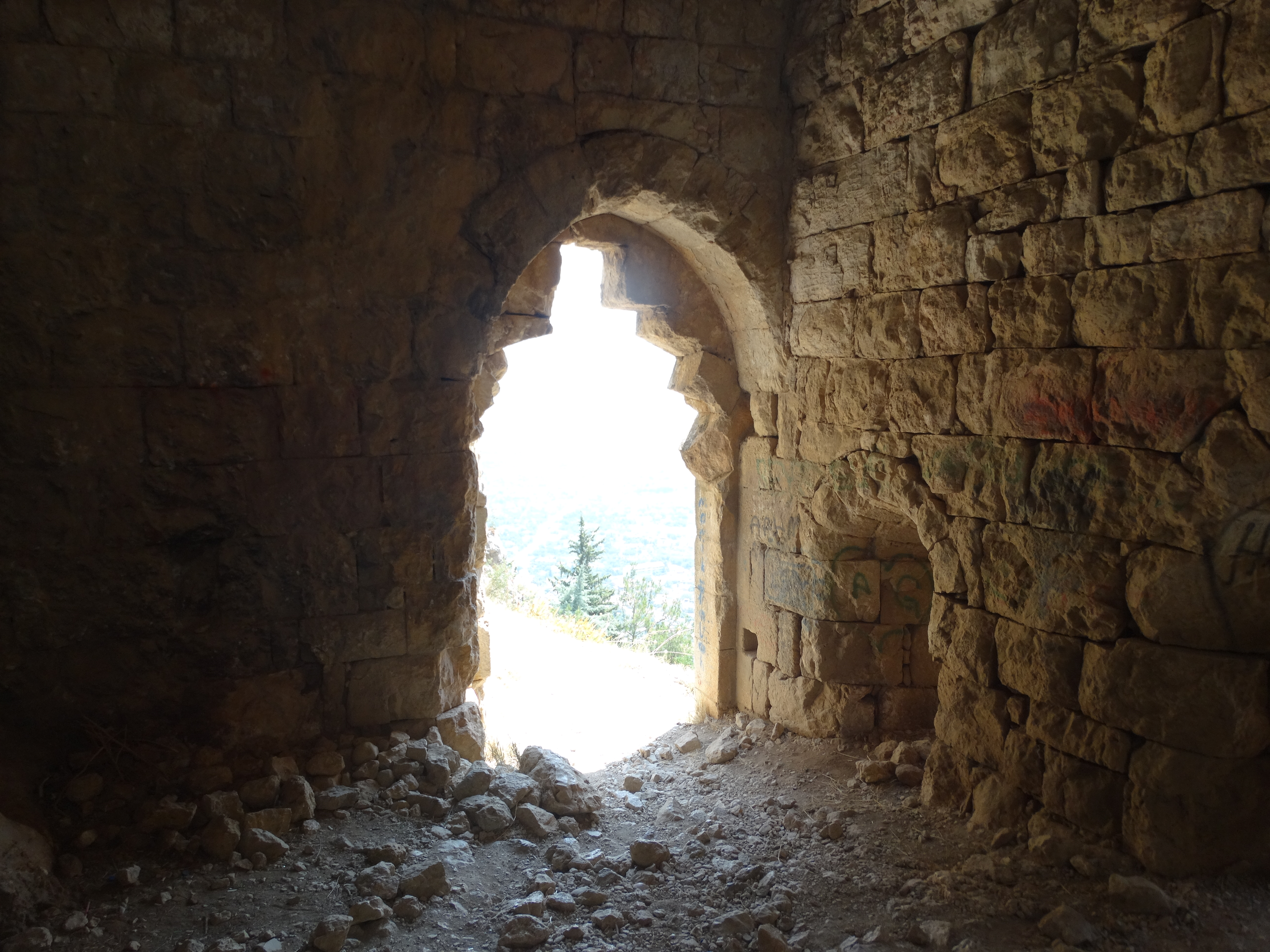
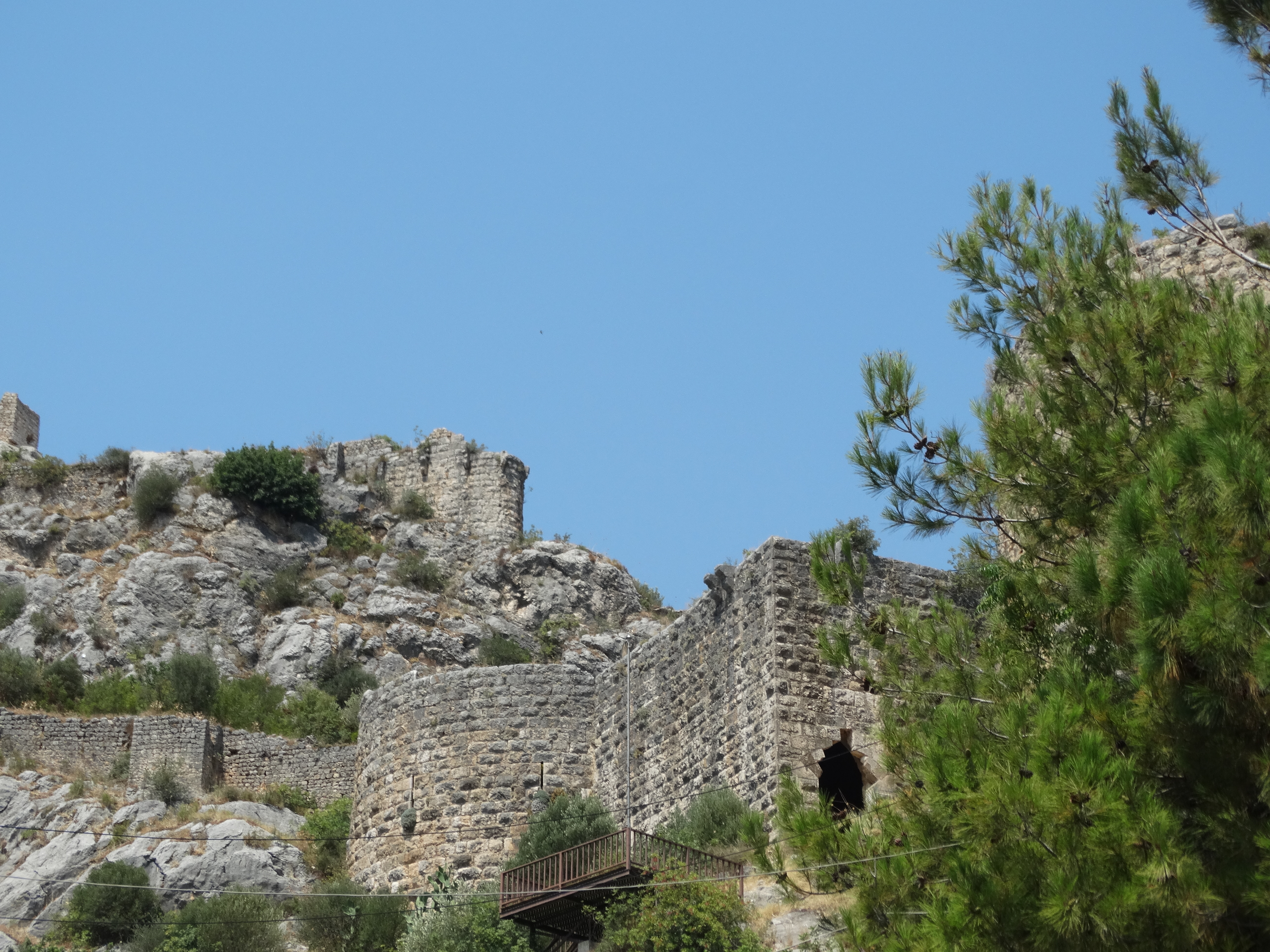
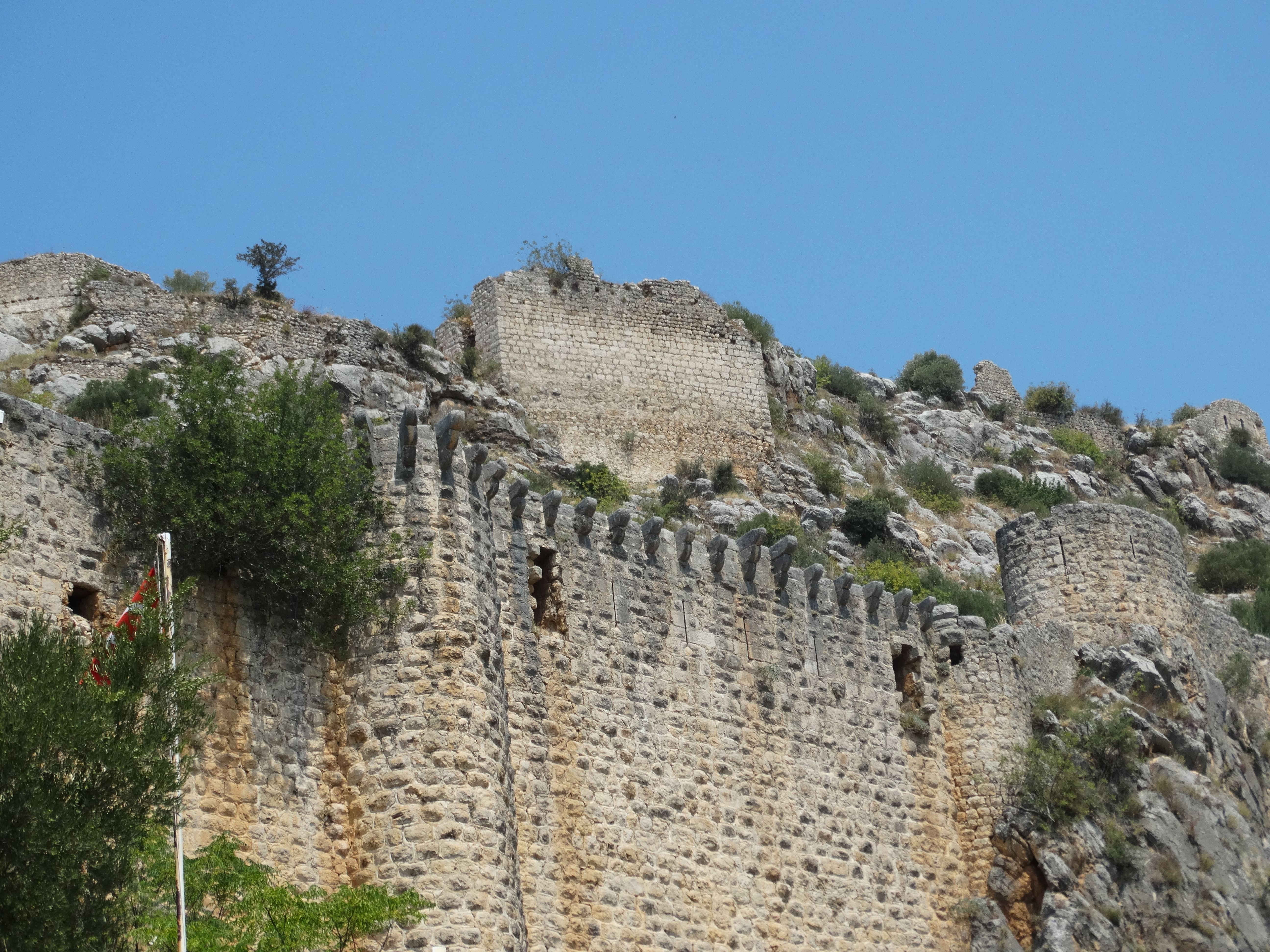